# Cristiano Felício
Cristiano Silva Felício (ur. 7 lipca 1992 w Pouso Alegre) – brazylijski koszykarz, występujący na pozycjach skrzydłowego oraz środkowego, aktualnie zawodnik zespołu Ratiopharmu Ulm.
9 sierpnia 2021 dołączył do niemieckiego Ratiopharmu Ulm.

## Osiągnięcia
Stan na 19 sierpnia 2021, na podstawie, o ile nie zaznaczono inaczej.

### Drużynowe
- Zdobywca Interkontynentalnego Pucharu FIBA (2014)[3]
- Mistrz Ligi Amerykańskiej (2014)[4]
- Brązowy medalista Ligi Amerykańskiej (2015)[5]
- Mistrz:
  - Brazylii (2014, 2015)
  - LDB (Liga de Desenvolvimento de Basquete – 2014)
  - Carioca (stanu Rio de Janeiro – 2013, 2014)
- Wicemistrz LDB (2015)

### Reprezentacja
Seniorów
- Brązowy medalista mistrzostw Ameryki Południowej (2014)[6]
- 3. miejsce w Kontynentalnym Pucharze Tuto Marchanda (2013)
- Uczestnik:
  - mistrzostw Ameryki (2013 – 9. miejsce)
  - igrzysk panamerykańskich (2011 – 5. miejsce)
  - mistrzostw Ameryki Południowej (2012 – 4. miejsce, 2014)

Młodzieżowe
- Uczestnik uniwersjady (2013 – 8. miejsce)
- Wicemistrz Ameryki U–18 (2010)
- Uczestnik mistrzostw świata U–19 (2011 – 9. miejsce)